# GIZA studio MAI-K & FRIENDS HOTROD BEACH PARTY
『GIZA studio MAI-K & FRIENDS HOTROD BEACH PARTY』（ギザ・ステューディオ・マイ-ケー・アンド・フレンズ・ホットロード・ビーチ・パーティー）は、GIZA studioから発売されたコンピレーション・アルバム。

## 概要
- 夏の海岸をイメージした音楽をコンセプトとし、ザ・ビーチ・ボーイズ・Jan&Deanなどの楽曲をカバー。倉木麻衣を筆頭に所属アーティスト（ビーイング）が参加したカバーアルバム。
- 本アルバムのリリース直後、2002年7月26日から9月10日の間、SEA BREEZE“Feel fine!”キャンペーンライブツアー『GIZA studio MAI-K & FRIENDS HOTROD BEACH PARTY Vol.1 〜2002 夏〜』が、淡路夢舞台と逗子マリーナではビーチサイドライブとして、北海道・名古屋・福岡ではホールライブとして開催された。
  - ライブDVD『GIZA studio MAI-K & FRIENDS HOTROD BEACH PARTY Vol.1 〜2002 夏〜』、フォトブック『MAI-K&FRIENDS HOTROD BEACH PARTY 〜Book Edition 2002〜』がリリースされている。
- 収録アーティストの上原あずみの契約解除（契約違反）によって、本作はメーカーから回収され、現在廃盤になっている。

## 収録曲
1. DON'T WORRY BABY
2. Shut Down〜DO YOU WANNA DANCE?
3. THE LITTLE OLD LADY FROM PASADENA
4. GOOD VIBRATIONS
5. SURFIN' U.S.A
6. I GET AROUND
7. BARBARA ANN
8. SUFER GIRL
9. G.T.O.
10. HELP ME,RHONDA
11. FUN,FUN,FUN
12. HAWAII
13. LITTLE HONDA
14. SURF CITY
15. CALIFORNIA GIRLS
16. GIRLS ON THE BEACH
17. PLEASE LET MEWONDER

### 原曲アーティスト
- ザ・ビーチ・ボーイズ
  - M-1/2[1]/4/5/6/7/8/10/11/12/15/16/17

- Jan&Dean
  - M-3/14
- RONNY AND THE DAYTONAS
  - M-9
- THE HONDELLS
  - M-13

## 参加アーティスト
- 倉木麻衣 M-1/6/17
- 愛内里菜 M-2/7
- 中村由利 M-3/9
- 大野愛果 M-4/8
- MAI-K & FRIENDS M-5
  - (倉木麻衣・北原愛子・三枝夕夏 IN db・上原あずみ・愛内里菜)
- Experience
  - トニー・カートライト（Tony Cartwright） M-6
  - デイヴィッド・カールトン・ブラウン（David C.Brown） M-7
  - マイケル・リー（Michel Lee） M-8
  - ジェフリー・クエスト（Jeffrey Qwest） M-9
- MAI-K & FRIENDS M-10
  - (倉木麻衣・中村由利・滴草由実・松永安未・大野愛果)
- 松永安未（the★tambourines）M-11
- 上原あずみ M-12
- 北原愛子 M-13
- 三枝夕夏 IN db M-14
- 滴草由実 M-15
- Amusement parks M-16
- Satin Doll M-17

### ゲストアーティスト
- 小松未歩 M-5
- 菅崎茜 M-16
- 宇徳敬子 M-15
- 塩次伸二 M-8/9
- 春畑道哉（TUBE） M-17

### アレンジャー・ミュージシャン
- 水谷智明 M-1/6
- 大賀好修（nothin' but love・OOM・Sensation） M-1/5/6/7/11
- AKIRA M-2
- 桝井功（night clubbers） M-3/8
- 池田大介（da-ja） M-4/17
- 徳永暁人（doa） M-5
- 三輪縁 M-7
- 小林哲 M-9
- 小澤正澄（PAMELAH） M-10/13
- 岡本仁志（GARNET CROW） M-10
- 古井弘人（GARNET CROW） M-16
- 麻井寛史（the★tambourines・Sensation） M-16
- 亀井俊和（the★tambourines） M-11
- 寺尾広（Soul Crusaders） M-12
- 綿貫正顕 M-12/15
- コリエンタリズム M-14
- 尾城九龍 M-15
- 柳田佳祐（WAG） M-16
- 平山裕司（WAG） M-16
- 笠原智緖（Tomoo） M-17

### エンジニア
- 市川孝之 M-2/10/13
- 中島顕夫 M-1/4/5/6/7/8/9/11/12/15/16/17